# داهومی
داهومی یک پادشاهی در غرب آفریقا که امروزه در درون مرزهای کشور بنین قرار گرفته و از سال ۱۶۰۰ تا ۱۹۰۴ به حیات خود ادامه داد.